# Tepeyanco
Tepeyanco es una localidad del estado mexicano de Tlaxcala, cabecera y localidad más poblada del municipio de Tepeyanco, es parte de la Zona Metropolitana de Puebla-Tlaxcala. Tepeyanco también es conocido por producir aguacate.

## Toponimia
La palabra Tepeyanco, proviene del náhuatl y se aceptan dos versiones para su significado: una es «en el cerro nuevo» y la que se traduce como en el pueblo nuevo, dependiendo si se consideran los vocablos tépetl, cerro, o tepec, «lugar poblado». Además, la palabra Tepeyanco se integra con los vocablos yancuic, que quiere decir nuevo, así como con la partícula co, que denota lugar. También Tepeyanco puede significa lugar de olas topoyas ya que algún tiempo atrás ese tipo de fruta se daba en este lugar.

## Historia

### Época prehispánica
En Tepeyanco, los primeros asentamientos prehispánicos datan de 1800-1700 a. C., alcanzando importancia en las fases Texcalac (650-1100 d. C.) y Tlaxcala (1100-1519 d. C.). La población, Teochichimeca, habitó la zona entre el 900 y el 1519 d. C., siendo náhuatl, pero con posible integración otomí. Emergió como señorío al final de Texcalac temprano y se consolidó tras la caída de Cacaxtla.
Durante Texcalac temprano, la población se concentraba en el centro y oriente de Tlaxcala, destacando Tepeyanco al sur y Xaltocan al norte central. El control militar organizó una sociedad con pequeños estados confederados para defenderse de ataques. Tepeyanco, con manantiales y buena tierra, destacaba por su población dedicada a la agricultura, especialmente el cultivo maicero y chinampas cercanas al Lago Acuitlapilco.
En 1100-1519, Tepeyanco participa en la cultura Tlaxcala, siendo uno de los señoríos más fuertes. Con la llegada de Hernán Cortés, contribuye a enfrentamientos y batallas, destacando en Cholula y Tenochtitlán. En la Colonia, los franciscanos convierten templos paganos en monasterios, siendo Tepeyanco cabecera doctrinal desde 1544.

### Época virreinal
En la época colonial, los franciscanos llevaron a cabo una conversión gradual pero eficaz en Tepeyanco, sustituyendo templos paganos por monasterios construidos con materiales de aquellos templos. Estas construcciones estratégicas se ubicaron en puntos urbanos clave de Tlaxcala. El primero se estableció en la ciudad de Tlaxcala y, para 1542, el de Tepeyanco. Las primeras construcciones conventuales fuera de la ciudad de Tlaxcala ocurrieron en 1550 en Tepeyanco y Atlihuetzía, ambos cercanos a Tlaxcala.
Aunque se emitió la primera licencia para un monasterio de Tepeyanco en 1542, los frailes se establecieron de manera permanente en 1544. La construcción, iniciada en octubre de 1554 con una asignación de 150 pesos, se financió con fondos tomados de la real hacienda. La iglesia ya estaba abierta al culto en 1558. El conflicto entre el clero secular y regular afectó la estructura organizativa en varias doctrinas. Tepeyanco, inicialmente cabecera doctrinal, perdió este estatus a favor de Zacatelco. La organización señorial, antes sujeta a San Francisco Topoyango, pasó a depender de la doctrina y beneficio de Santa Inés Zacatelco en 1640.
Al final del primer siglo de la colonia, los señoríos y sus poblaciones perdieron autoridad ante la apropiación de tierras por los españoles. Epidemias y la muerte de poblaciones indígenas también contribuyeron a la penetración española. Tepeyanco, inmersa en esta situación, transfirió antiguas costumbres indígenas a los españoles en los siglos XVI y XVII. Según datos del Archivo General del Estado de Tlaxcala, entre 1527 y 1597, mujeres indígenas realizaron una donación de tierras a Juan de Solís en Tepeyanco. En 1623, los padrones de cabildo registraron a San Francisco Topoyanco con 42 fojas y una población de dos mil setenta indios casados y cuatrocientos setenta y dos viudas y viudos.

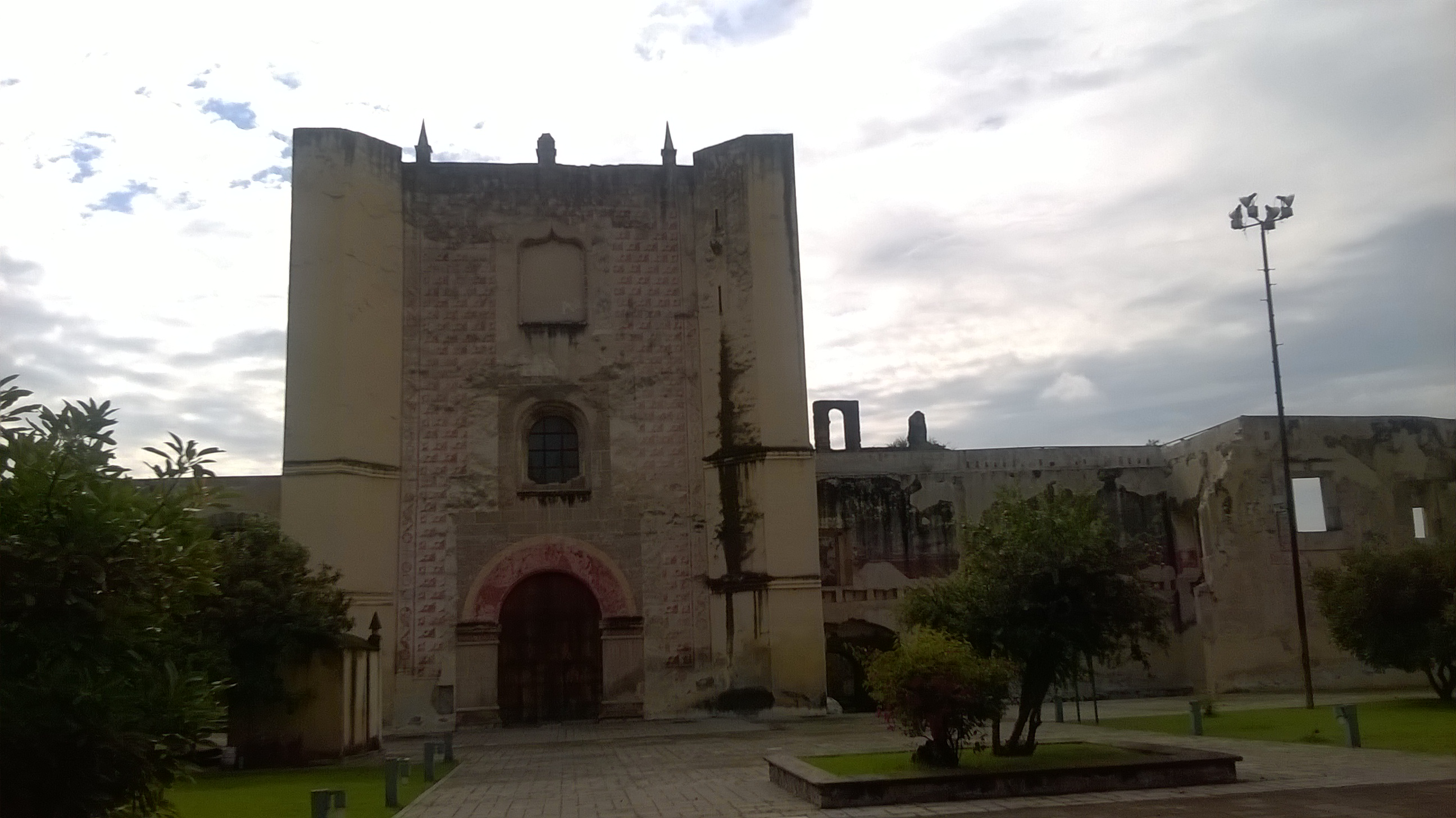
Exconvento de San Francisco en Tepeyanco, muy similar la fachada al convento de Chiautempan

En 1640, Juan de Palafox y Mendoza llegó a tierras tlaxcaltecas en el marco de la renovación eclesiástica en Europa. Tepeyanco, a través de las autoridades virreinales, luchó por la elección de su alcalde, logrando la gestión en 1703 y designando un alcalde con jurisdicción sobre pueblos dependientes de la parroquia de Zacatelco. Aunque Tepeyanco tuvo breve jurisdicción civil sobre varios pueblos, Zacatelco finalmente defendió sus intereses. En 1723, Santa Inés obtuvo el derecho de formar una "República" con su propio alcalde y regidores, vinculando así la estructura civil y eclesiástica, aunque Tepeyanco no sería la cabecera.

### La Independencia
El estado se divide en siete partidos que son: Tlaxcala, Ixtacuixtla, Nativitas, Huamantla, Chiautempan, Tlaxco y Apizaco. En el partido de Nativitas quedaría sujeto Tepeyanco. Durante el siglo XIX, Tlaxcala presentaría varios cambios en cuanto a su organización administrativa y jurídica. Primero, es dividida en partidos con nombramientos de territorio federal, para 1834-1835, durante el gobierno de Santa Anna, se convierte en centralista, con un distrito sujeto al departamento de México y gobernado por un prefecto. En Tlaxcala, se forman tres partidos para su mejor administración: Tlaxcala, Huamantla y Tlaxco. En el primero, se encontraría Tepeyanco. Con el derrocamiento de Santa Anna, retorna al federalismo, considerado como territorio y gobernado por una diputación y un jefe político.

### La Reforma
En Tepeyanco, se realizó una batalla entre liberales y conservadores, lo que atestigua que Tlaxcala participó en la lucha armada. Así: "Para el mes de diciembre, el guerrillero Carvajal y Alatriste, se encuentra en sus cuarteles del Cerro Blanco, en Tlaxcala. Al tener noticias de que fuerzas armadas revolucionarias, procedentes de Texmelucan, se dirigían con rumbo a Puebla, Carvajal mandó al comandante Francisco Bocanegra, para que les interceptara el paso. La acción de armas se desarrolló el 26 de diciembre de 1859, en la población de Tepeyanco, y salieron triunfantes los liberales, destacándose por su valor, los capitanes Fernando de Nava y Rafael Cuéllar, que ocasionaron la muerte del conocido conservador Antonio Daza y Argüélles". 
En 1868-1872 Miguel Lira y Ortega divide el estado en cinco distritos, cuyas cabeceras serían: Tlaxcala, Tepeyanco, Huamantla, Tlaxco y Calpulalpan. Tepeyanco retorna el nombramiento de cabecera, que desde la colonia le fue adjudicada a Zacatelco, por más de un siglo. La vida social en Tepeyanco seguía basándose en la economía agrícola, de las haciendas cerealeras, y en la producción de autoabasto, generada por los pequeños propietarios, quienes complementaban sus ingresos con la manufactura de paños. Esta última era una actividad doméstica y artesanal, que dependía de la materia prima que le vendían las haciendas, y al adquirir la materia prima en Puebla, los artesanos de Tepeyanco adquirieron una relativa independencia para comprar sus insumos y vender su tejido al mercado poblano. A pesar de todo, la agricultura continuó siendo la base de su economía.

### El Porfiriato
A los problemas de tierras había que sumar los que surgían por el uso de recursos naturales, como el agua por ejemplo. "La población de Acuitlapilco, consiguió del gobierno el reconocimiento de su propiedad sobre las aguas de la laguna del mismo nombre, frente a las pretensiones que también tenían sobre ellas los de Tlaxcala y Tepeyanco", sin embargo Tepeyanco retiene mitad de propiedad de la laguna, como parte de la comunidad de Santiago Tlacochcalco.

### La Revolución Mexicana
En ese mismo año Tepeyanco tiene serios conflictos con Santa Isabel Xiloxoxtla, uno de los pueblos que estaban en su jurisdicción, ambos se disputarían las tierras de la Hacienda Santa Ana los molinos, situación que perduraría varios años. Hasta que en 1924 son cedidos a Santa Isabel con el desacuerdo de Tepeyanco. 
Época Contemporánea.-El crecimiento demográfico de Tepeyanco permitió la constitución del municipio de Santa Isabel Xiloxoxtla y San Juan Huatzinco. 
Actualmente, el municipio de Tepeyanco es cabecera municipal de San Cosme Atlamaxac, San Pedro Xalcaltzinco, Santiago Tlacochcalco y los barrios de La Aurora, las Águilas y Guerrero. Los habitantes de Tepeyanco se dedican fundamentalmente al cultivo del maíz, fríjol, verduras y frutas, sin olvidar la producción de aguacate, conocida como la variedad Tepeyanco a nivel nacional e internacional; otros más laboran en las fábricas más cercanas en el corredor industrial de Xiloxoxtla, Chiautempan, Xicohténcatl y Puebla. También se desempeñan actividades profesionales como la del magisterio y otras de carácter universitario.

## Arquitectura Religiosa

### Exconvento Franciscano
El monasterio y el templo fueron edificados en el año de 1554; la iglesia, claustros alto y bajo, así como dormitorios y celdas, fueron construidas en 1558.
La portada del templo, de tipo iglesia-fortaleza, fue coronada con almenas ornamentales, y las dos ventanas de la fachada hablan de sus etapas de construcción: una a mediados y otra a finales del siglo XVI. El arco de entrada es de medio punto y lo recorren finas molduras, el interior está cubierto por una bóveda de medio cañón, cuya cabecera es poligonal. En el exterior hay contrafuertes, lo que hace suponer que la primera bóveda fue de crucería o nervaduras. En algún tiempo el atrio conventual fue cementerio, y en su extremo norte subsisten los arcos de lo que fue la capilla abierta o de indios. Del antiguo convento sólo quedaron ruinas, y hace poco se inició su restauración. Aunque se emitió la primera licencia para un monasterio de Tepeyanco en 1542, los frailes se establecieron de manera permanente en 1544. La construcción, iniciada en octubre de 1554 con una asignación de 150 pesos, se financió con fondos tomados de la real hacienda. La iglesia ya estaba abierta al culto en 1558.

### Parroquia de San Francisco de Asís

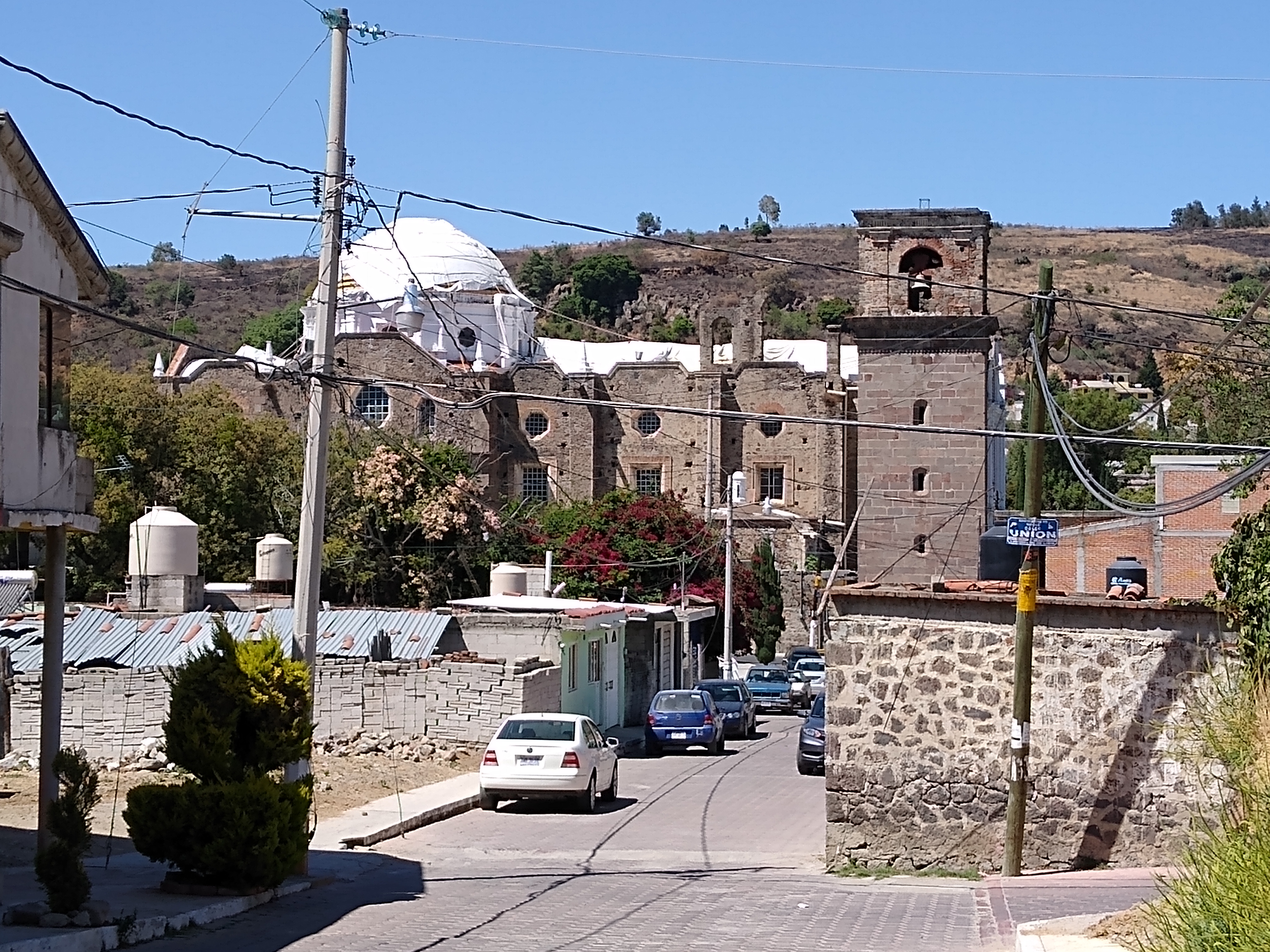
Parroquia de San Francisco de Asís en Tepeyanco

Sobre su fachada recubierta con ladrillo y azulejo, destacan las imágenes de San Diego de Alcalá y San Pascual Bailón, en la parte alta y, de la Inmaculada Concepción y San José, en la baja. El arco de entrada, trilobulado, lleva por remate una representación de San Francisco de Asís, y encima de él se observa un relieve con el escudo de armas pontificias. En el interior se aprecian una serie de pilastras y marcos de ventanas ricamente decorados, así como los retablos que pertenecieron al templo del convento aledaño y que corresponden a los estilos barroco salomónico y estípite. En el retablo principal, también estípite, un grupo de personajes sagrados acompaña a San Francisco de Asís.

### Templo del Señor Santiago
La construcción data de los siglos XVIII y XIX. Es de una sola nave y los exteriores son de piedras aparentes, la fachada principal es de aplanado blanco, la portada fue construida con elementos de cantera (jamba, impostas, y arco), enmarcados con pilastras y cornisa del mismo material, aún el curato conserva muros originales; además cuenta con un atrio y panteón. 
Capilla Santa Ana.- Esta capilla fue edificada durante los siglos XVIII y XIX, su fachada principal es de aplanado blanco, los muros son de piedra y adobe, con un espesor de 70 ms., la fachada tiene forma de arco conopial y espadaña; contrafuertes laterales; por restos de machinales se infiere que la cubierta fue de viguería. 
Hacienda Santa Ana los Molinos.-La fachada principal es de aplanado blanco, a dos niveles, los muros que la sostienen están hechos de adobe y piedra con un espesor de 80 cm., la capilla sólo tiene muros ya sin cubierta y un pequeño atrio, aún el casco conserva algunos muros o en algunos casos sólo el arranque, ningún espacio cuenta con cubierta.

## Cultura

### Fiestas, Música, Danzas y Tradiciones
En el Estado de Tlaxcala las danzas y la música típica tradicional, se relacionan primordialmente con las festividades religiosas paganas y con las festividades del carnaval. Ambas son parte de la identidad comunitaria e histórica del pueblo tlaxcalteca. 
La música y las danzas se heredan de una generación a otra ya sea como danzante o como intérprete, aunque los que participan directamente son realmente grupos reducidos de personas, una gran parte de la población de cada comunidad participa tradicionalmente como espectador o colateralmente en la organización y preparación de los festejos.

### Festejos de carnaval
Las mujeres del cuadro llevan un vestido de tul o gasa en diversos colores, zapatos blancos y sombreros. Los hombres del cuadro están vestidos con una chaqueta, zapatos, pantalón corto negro, sombrero con una pluma, careta o máscara. En temporada de fiesta carnavalesca se usa el vestido charro, que consiste en penacho de plumas multicolores, paño o capa bordada con motivos patrióticos o religiosos, máscaras de madera tallada, chicote y látigo (que simboliza a una culebra) y botas.

### Festejos al Patrono del lugar
El día 4 de octubre se festeja al santo patrono San Francisco de Asís. Esta celebración da inicio el día 3 o sábado (según la fecha). La danza de moros y cristianos es acompañada con música que corre a cargo de una banda de música de viento, misma que ha acompañado a la comparsa de moros y cristianos. El nombre de los sones musicales ejecutados corresponden siempre a la trama de la representación conocidas como la “partida de plaza”, “las embajadas”, “batalla cortas y largas”, “lamentos”, entre otros. Por la mañana, a las 8 horas, se oficia la misa de Vísperas. A las 10 horas, aproximadamente, se realiza el desfile de todos los transportistas de servicio público y particular. Los carros que fueron comprados en el transcurso del año son adornados y llevados a bendecir. 
El día domingo, en la madrugada, a las 5 de la mañana, los feligreses cantan “Las Mañanitas” en honor a San Francisco de Asís, acompañados por grupos de mariachis, una banda de música y rondallas. Además, hay salva de cohetes y repique de campanas. Por la mañana, a las 8 horas, se celebra la misa de Oficio. Al finalizar la misa se lleva a cabo la procesión que traslada al santo patrono a la casa del mayordomo; ahí permanece hasta la tarde en que es regresado al templo para realizar el Rosario. A las 12 horas, se oficia la misa de Festividad y se llevan a cabo bautizos, confirmaciones y comuniones. Por la noche, a las 21 horas, se efectúa el baile popular de feria en la plaza principal A las 22 horas es la quema de fuegos pirotécnicos en el centro de la población, acompañados con bombas y salva de cohetes. Durante el domingo se escucha a la banda de música y el teponaxtle ubicados en el atrio de la iglesia durante todo el día de feria se instalan juegos mecánicos en el centro de la población, futbolitos, tiro al blanco, puestos de fruta, de dulces, de juguetes de plástico, de loza, de comida y del tradicional pan de fiesta.

### Feria de las Cazuelas
Esta festividad en honor a San Sebastián Mártir muestra la unificación y la solidaridad de un pueblo, pues unas 300 familias participan para ofrecer tradicionales antojitos a todos los visitantes que acuden a venerar la imagen. No tienen la fecha exacta de origen de la celebración, pero sus antecesores narraban que, en 1932, un hacendado sufrió un accidente y estuvo a punto de perder la vida, por lo que se encomendó a San Sebastián Mártir y en agradecimiento le rezó un rosario y organizó una fiesta en su honor.

### Artesanías
En Tepeyanco se confeccionada a mano las vistosas capas y los sorprendentes bordados que utilizan como parte de su vestimenta, los huehues en los festejos del carnaval.

### Gastronomía
Se elaboran una gran variedad de platillos de la comida mexicana: dentro de los que podemos mencionar el mole, barbacoa de carnero y mixiote, guacamole, tamales, salsa roja y verde.

### Dulces Típicos
También se elaboran dulces tales como conservas de frutas regionales en almíbar y buñuelos de harina de trigo. La bebida heredada, que se considera indispensable en el acompañamiento de la comida típica, el tradicional pulque natural o "curado" de frutas.